# Lorna Shore
Lorna Shore es una banda estadounidense de  Blackened Deathcore originaria del Condado de Warren, Nueva Jersey. Formada en el año 2010, la banda está compuesta actualmente por el vocalista Will Ramos, los guitarristas Adam de Micco y Andrew O'Connor, el baterista Austin Archey y el bajista Michael Yager. Han lanzado dos EP y cuatro álbumes de estudio.

## Historia
El primer EP de la banda titulado Triumph, lanzado en 2010, llevó un sonido de metalcore distinto antes de encabezar el estilo progresivamente más pesado de la banda en deathcore. El segundo EP Bone Kingdom de la banda fue el primero en llevar su actual deathcore y fue lanzado en 2012. Maleficium (2013), el tercer EP de la banda, alcanzó el número 3 en el iTunes Metal Chart y fue el primer lanzamiento no digital de Lorna Shore . La banda se distancia y se desestima de cualquier lanzamiento antes de Maleficium y considera al EP el "renacimiento y verdadero punto de partida de su carrera". La banda hasta el día de hoy sigue realizando canciones del EP, y es el material más antiguo que todavía gustosamente tocarán en directo.
Lorna Shore siguió el lanzamiento de Maleficium abriendo con Carnifex Die Without Hope Tour con I Declare War, y Here Comes the Kraken. Desde entonces, antes de lanzar su álbum de debut han hecho actos de tours tales con The Black Dahlia Murder, Fallujah, Carnifex, Upon a Burning Body, Chelsea Grin, y Within the Ruins.
Psalms, su debut, álbum de larga duración fue lanzado el 9 de junio a través de Density Records. El álbum fue producido por el guitarrista de Fit for an Autopsy, Will Putney, en The Machine Shop. 
El 21 de septiembre de 2016, Lorna Shore anunció que había firmado con Outerloop Records y lanzaría su álbum Flesh Coffin el 17 de febrero de 2017. Lanzaron un sencillo titulado Denounce The Light el 17 de noviembre de 2016. A inicios de 2017 el bajista Gary Herrera abandona la banda.
A inicios de 2018 la banda anunció la salida del guitarrista Connor Deffley. En abril de 2018 la banda anunció la llegada del nuevo guitarrista Andrew O'Connor, días después anunciaron la salida del vocalista Tom Barber, al parecer Tom dejó la banda para reemplazar a Alex Koehler como vocalista de Chelsea Grin.
CJ McCreery llegó como nuevo vocalista de la banda. En enero de 2019 Lorna lanzó el sencillo "Darkest Spawn" con CJ en la voz, el 8 de noviembre lanzaron "Death Portrait" y anunciaron que su nuevo álbum se llamaría "Immortal" y se lanzaría en enero de 2020, el 6 de diciembre se lanzó el sencillo "Immortal". El 23 de diciembre de 2019 la banda anunció la salida del vocalista CJ McCreery. Su expulsión se debe a que CJ recibió demandas y tuits de varias mujeres sobre abusos a menores, lo cual demostró ser falso tiempo después.
A pesar de la situación, Lorna Shore realizó una gira por Europa en apoyo de Immortal, reclutando al vocalista Will Ramos (anteriormente de Monument of a Memory y A Wake in Providence) como suplente. Toda la actividad posterior se vio interrumpida como resultado de la pandemia de COVID-19. El 5 de marzo de 2021, mientras estaba de gira, la banda lanzó una edición instrumental de Immortal.
El 11 de junio de 2021, la banda regresó con una nueva canción titulada "To the Hellfire" y anunció a Ramos como su nuevo vocalista permanente. Ramos fue originalmente un miembro de gira suplente. También anunciaron detalles de su nuevo EP...Y vuelvo a la nada.
"To the Hellfire" se convirtió en un éxito viral para la banda, alcanzando el puesto número 4 en el Top 10 de Spotify Viral Chart. También fue votada por los lectores de Revolver como la "Mejor canción de 2021 hasta ahora" y el escritor Eli Enis la llamó. "una de las canciones de deathcore pesado más exageradas en la memoria reciente. También superaría a "Immortal" como la canción más reproducida de la banda en Spotify con más de 4 millones de reproducciones. Loudwire la eligió como la mejor canción de metal. canción de 2021.
El EP fue lanzado el 13 de agosto de 2021, con críticas positivas para la canción principal. Ricky Aarons, que escribe para Wall of Sound, revisó el EP y la canción principal diciendo: "La banda continúa con el vehículo épico de destrucción, pero cambia ligeramente de tacto, de una manera que recuerda a su trabajo anterior... El detalle técnico y la velocidad al los riffs son increíbles. Una vez más, Ramos no se salta un detalle en cada letra que suena... Él considera qué líneas terminan en alto o bajo y estos detalles minuciosos son decisivos. En lugar de que la canción se centre en la ferocidad del desglose. se trata más de ritmos explosivos constantes y el elemento técnico de esta maravillosa banda".
El 29 de abril de 2022, la banda estrenó una nueva canción, "Sun//Eater", durante un concierto de su próximo álbum completo, titulado Pain Remains. La canción, junto con un video musical, se lanzó oficialmente el 13 de mayo. Además del anuncio del álbum, el nuevo sencillo fue el primero en presentar al nuevo bajista Michael Yager, quien se unió a la banda durante las sesiones de grabación de Pain Remains. El 22 de junio, Lorna Shore debutó con su segundo sencillo de su próximo álbum titulado "Into the Earth" con un video musical que lo acompaña. El 26 de julio, la banda lanzó el tercer sencillo del álbum, "Cursed to Die", y también reveló que Pain Remains se lanzaría el 14 de octubre. El 14 de septiembre, la banda lanzó la primera parte de la canción principal del álbum titulada "Pain Remains I: dancing like flames". El 29 de septiembre, la banda lanzó la segunda parte de la canción principal del álbum titulada "Pain Remains II: After All I've Done, I'll Disappear" junto con un video musical. El video musical de "Pain Remains III: In a Sea of Fire" se lanzó el 14 de octubre de 2022, coincidiendo con el lanzamiento del álbum.
El 16 de mayo de 2025, Lorna Shore lanzó el primer sencillo, "Oblivion", de su próximo quinto álbum de estudio, titulado I Feel the Everblack Festering Within Me, que está programado para ser lanzado el 12 de septiembre de 2025.

## Estilo musical e influencias
El estilo musical de Lorna Shore se ha descrito principalmente como deathcore, blackened deathcore o blackcore y metal sinfónico. La música de la banda contiene influencias del black metal y utiliza elementos sinfónicos. Los primeros trabajos de la banda mostraron experimentos únicos en otros géneros de metal fuera de su sonido principal; su EP debut Triumph ha sido descrito como metalcore , su segundo EP Bone Kingdom se trasladó a un sonido deathcore progresivo, y su álbum debut, Psalms, se conoce como un álbum de death metal técnico con los breakdowns que se esperan en el deathcore . 
Will Ramos cita a Lamb Of God, Whitechapel e Infant Annihilator como sus mayores inspiraciones, e incluso la misma banda cuando Tom Barber era vocalista. Adam De Micco cita a bandas como Necrophagist, Obscura como principales influencias y a guitarristas como Yngwie Malmsteen y Jason Becker así como la banda sonora de Interstellar de Hans Zimmer.

## Miembros
Miembros actuales
- Adam De Micco – guitarra (2010–presente), bajo (2017–2021)
- Austin Archey – batería y teclado (2012–presente)
- Andrew O’Connor – guitarra (2019-presente), bajo (2019–2021)
- Will Ramos – voz (2020–presente)
- Michael Yager – bajo (2021–presente)

Antiguos miembros
- Tom Barber – voz (2010-2018)
- CJ McCreery – voz (2018-2019)
- Aaron Brown – guitarra (2010)
- Jeff Moskovciak – guitarra (2010-2011)
- Scott Cooper – batería (2010-2011)
- Gary Herrera – bajo (2010–2017)
- Connor Deffley – guitarra (2015–2019)

## Discografía
Álbumes de estudio
- 2015 - Psalms
- 2017 - Flesh Coffin
- 2020 - Immortal
- 2022 - Pain Remains
- 2025 - I Feel the Everblack Festering Within Me

EPs
- 2010 - Triumph
- 2012 - Bone Kingdom
- 2013 - Maleficium
- 2021 - ...And I Return to Nothingness

## Videoclips
| Año  | Título               | Álbum        | Director        |
| ---- | -------------------- | ------------ | --------------- |
| 2013 | "Godmaker"           | Maleficium   | Dan Newman      |
| 2014 | "Cre(h)ate"          | Maleficium   | Jeremy Tremp    |
| 2015 | "Grimoire"           | Psalms       | sin información |
| 2015 | "From the Pale Mist" | Psalms       | sin información |
| 2017 | "FVNERAL MOON"       | Flesh Coffin | Joey Durango    |
| 2017 | "Flesh Coffin"       | Flesh Coffin | Joey Durango    |